# Clubsorte
Eine Clubsorte ist eine Obstsorte, die einer zentralen Qualitäts-Kontrolle unterliegt und nur von einer begrenzten Zahl von Produzenten (dem „Club“) unter einem eigenen Markennamen in den Handel gebracht wird. Der Sortenname ist dabei anders als der Handelsname, unter dem die Frucht in den Markt gebracht wird. Während der Sortenschutz für neugezüchtete Sorten für 30 Jahre besteht, kann der Markenname als Marke eingetragen und unbeschränkt lange weiter geschützt werden.
Clubsorten sind Ende des 20. Jahrhunderts aufgekommen und befinden sich auch noch in den 2010er Jahren in starkem Aufschwung. 2009 waren etwa 30 Clubsorten weltweit im Handel verbreitet. Vorangetrieben wird diese Entwicklung vor allem aus Europa.

## Konzept
Clubsorten sind zumeist neugezüchtete Sorten und daher durch den Sortenschutz geschützt. Produzenten müssen mit dem Rechteinhaber Lizenzen abschließen. Darin wird meist festgelegt, dass ein bestimmter Anteil der Einnahmen an den Rechteinhaber geht, den dieser unter anderem zum Marketing verwendet. Produzenten müssen bestimmte Bedingungen im Anbau erfüllen und die Früchte bestimmte Qualitätskriterien, um unter dem Markennamen in den Handel zu gelangen. Anbieter versprechen sich davon konzentriertes Marketing und höhere Preise durch eine Qualitätskontrolle. Clubsorten verhindern allerdings den Anbau durch andere Anbieter oder Direktvermarkter. Auch werden die höheren Preise der Markenäpfel oft durch die niedrigeren Preise ausgeglichen, die Anbauer für die nicht-markengeeigneten Äpfel der Sorte erzielen.

## Einzelne Sorten

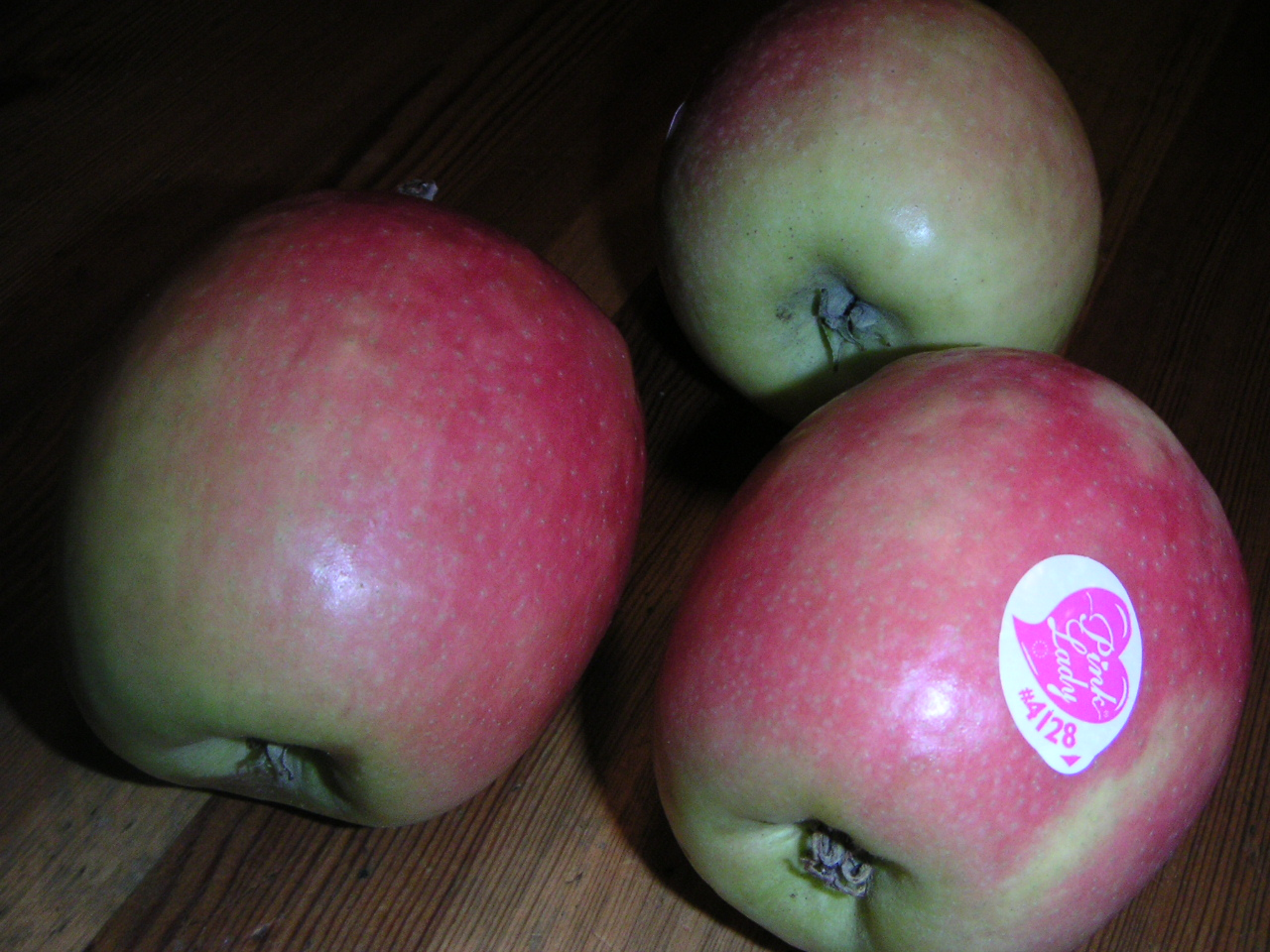
Äpfel der Marke Pink Lady mit dem charakteristischen Aufkleber

Von den Obstsorten, die als Clubsorten angebaut werden, sind Äpfel am weitesten verbreitet. Zudem spielte bei Äpfeln im Markt die Sorte immer eine wichtige Rolle. Verbreitete Clubsorten in Deutschland sind beispielsweise die Äpfel Cripps Pink (Markenname Pink Lady), Fuji (Markenname Kiku), Milwa (Marken Junami, Diwa), Civni (Marke Rubens), Nicoter (Marke Kanzi), Scifresh (Markenname Jazz) und Ambrosia (nur Sortenschutz). Auch die zurzeit am spätesten reifende Kirschsorte im Erwerbsanbau (9.–10. Kirschwoche), die aus Kanada stammende 13S2009 (Markenname Staccato), ist eine Clubsorte. Sie wird in Deutschland nur auf einer kleinen Fläche in Sachsen-Anhalt angebaut.

## Kritik
Clubsorten verdrängen durch Einsatz moderner Marketingmethoden zunehmend andere Apfelsorten im Einzelhandel. Dies wird von manchen Beobachtern als problematisch angesehen, die anführen, dass ältere Apfelsorten meist gesünder seien und dass es Hinweise gäbe, dass diese bei Allergikern weniger Probleme hervorrufen.
Der Produzent ist an den Lizenzgeber stark gebunden; steigt er aus dem Vertrag aus, so verfügt er nicht mehr über die Rechte, seine Obstbäume weiter zu pflegen bzw. die Früchte zu verkaufen.